# Източна Калифорния
Източна Калифорния (на английски: Eastern California) не е точно определен термин, който в общи линии се отнася за земите на щата Калифорния в САЩ на изток от хребетите на планинската верига Сиера Невада или за най-източните окръзи на Калифорния, които са:
- Модок
- Ласън
- Плумъс
- Сиера
- Невада
- Плейсър
- Ел Дорадо
- Алпайн
- Моно
- Иньо
- Сан Бернардино
- Ривърсайд
- Импириъл

Климатът в Източна Калифорния е изключително сух и може да бъде определен като пустинен. В Източна Калифорния се намира най-горещата и ниска част на Северна Америка: Долината на смъртта, която съставя едноименния Национален парк.
Източна Калифорния е с ниска гъстота на населението освен района на езерото Тахо.